# Muriel Matters

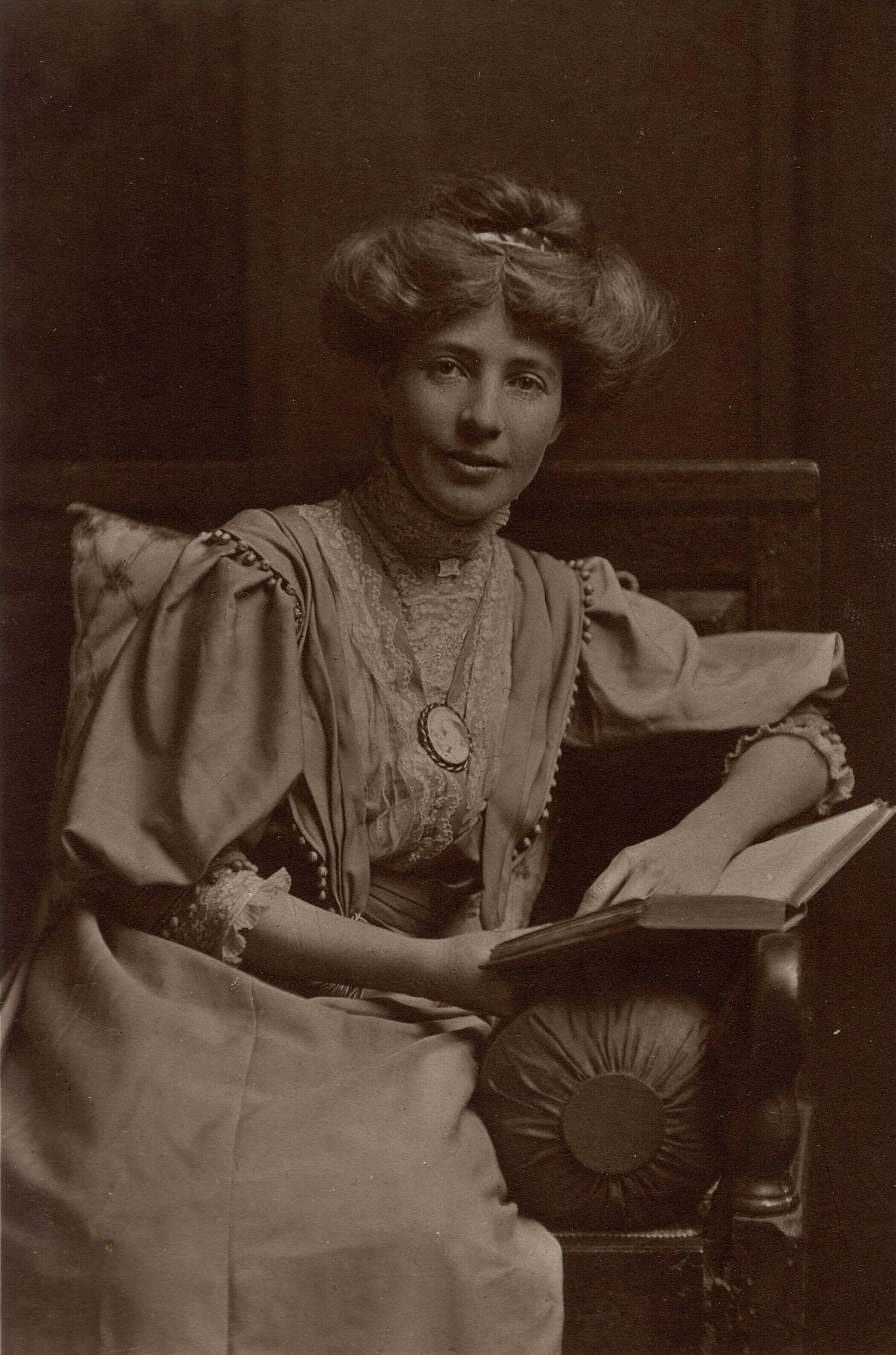
Muriel Matters, 1910er Jahre

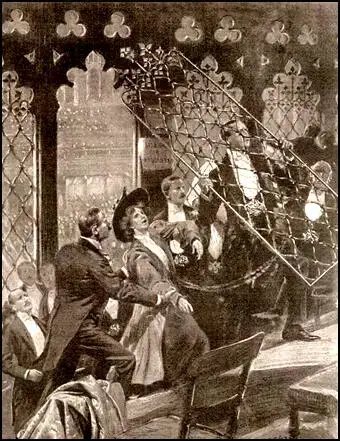
Illustration in der The London Illustrated News zum „grille-incident“, 7. November 1908

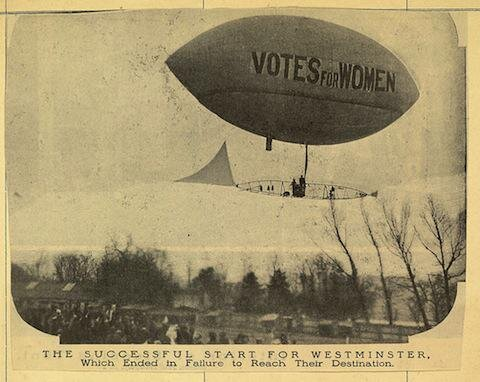
Luftschiff mit Aufdruck „Votes For Women“ beim Abflug, 16. Februar 1909

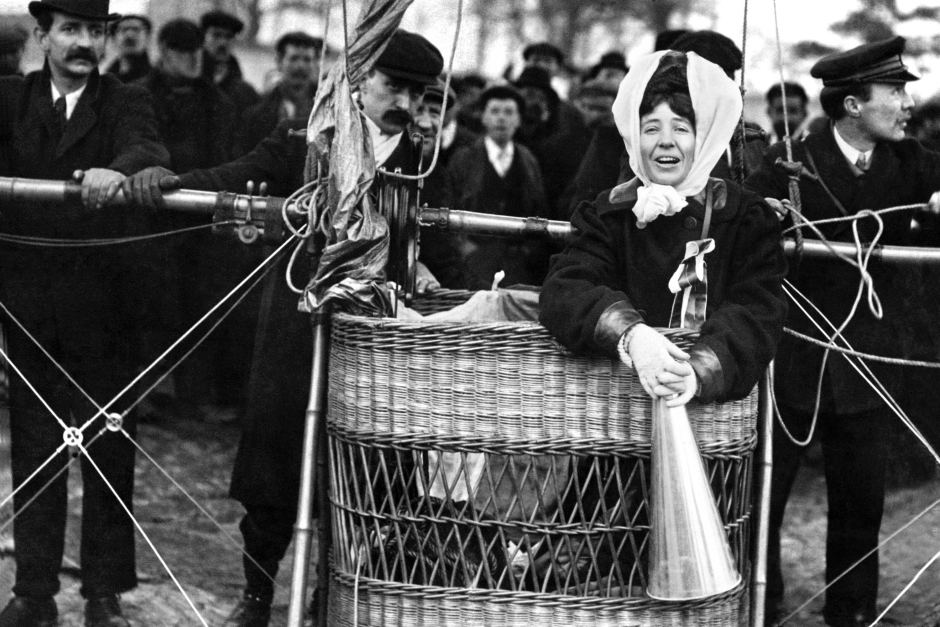
Muriel Matters vor dem Abflug des Luftschiffs, 16. Februar 1909

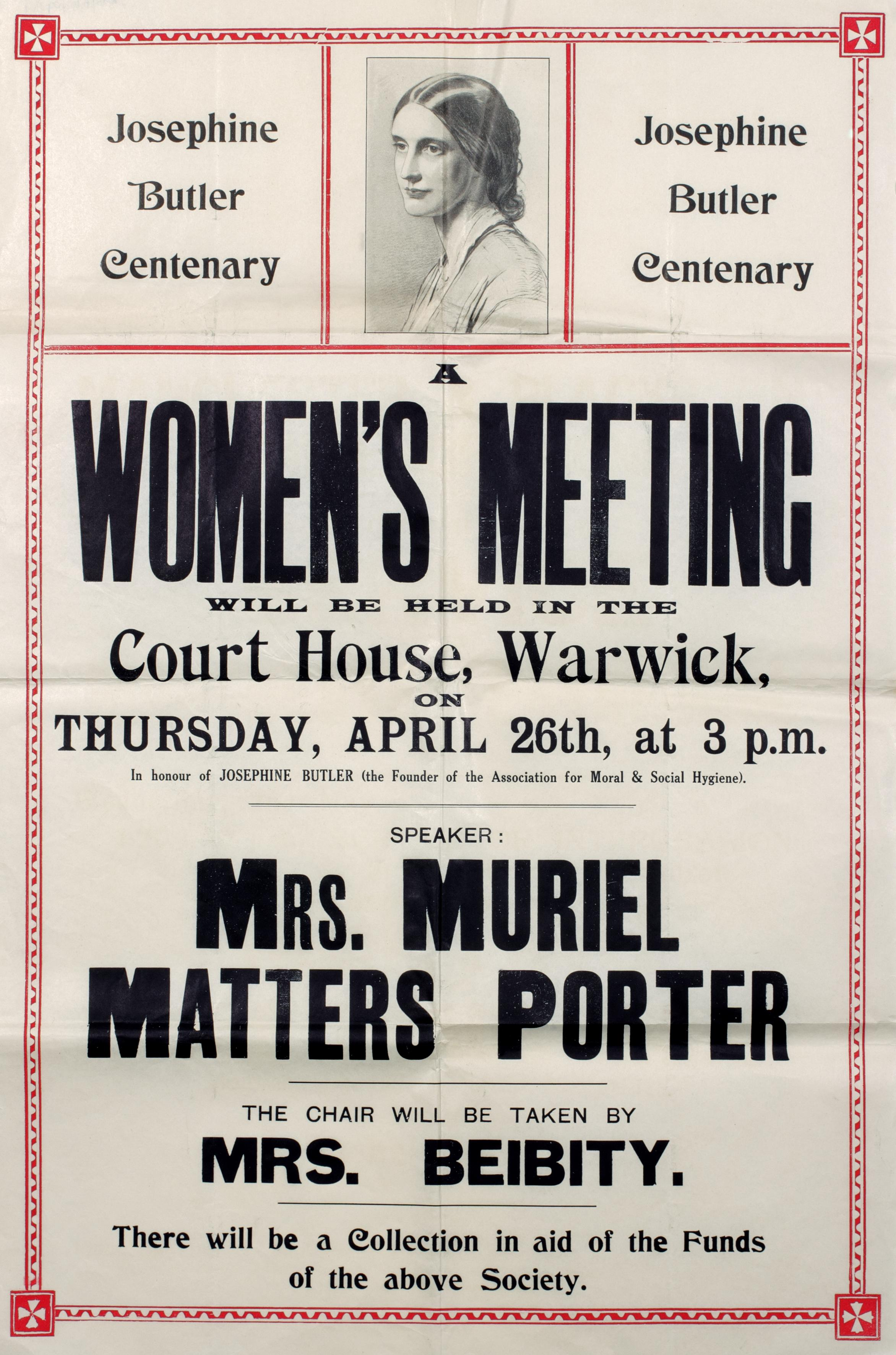
Plakat mit Ankündigung einer Veranstaltung zum Josephine Butler Centenary, 1928

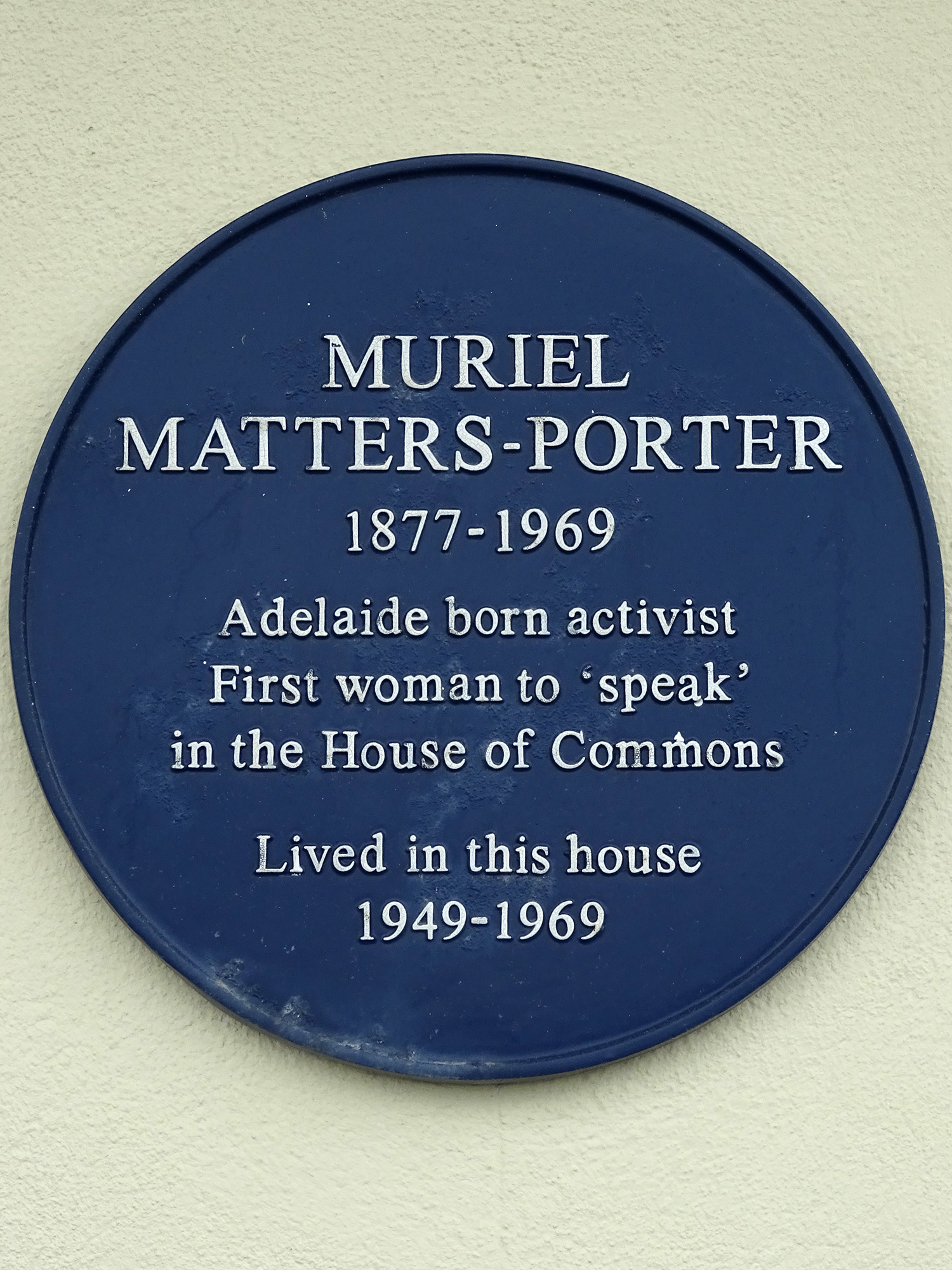
Blue Plaque für Matters, angebracht 4. August 2010, 7 Pelham Crescent, Hastings

Muriel Lilah Matters, auch bekannt als Muriel Matters-Porter (* 12. November 1877 in Bowden, Adelaide, South Australia; † 17. November 1969 in Hastings, East Sussex), war eine in Australien geborene Suffragette, Journalistin, Lehrerin, Schauspielerin und Rednerin. Matters lebte von 1905 bis zu ihrem Tod in Großbritannien und ist vor allem für ihre Arbeit für die Women’s Freedom League auf dem Höhepunkt des militanten Kampfes für das Frauenwahlrecht im Vereinigten Königreich bekannt.

## Leben
Matters wurde im innerstädtischen Vorort Bowden in Adelaide in einer großen methodistischen Familie geboren. Ihre Mutter, Emma Alma Matters, geborene Warburton, brachte fünf Töchter und fünf Söhne zur Welt, wobei Muriel das drittälteste Kind war. Ihr Vater, John Leonard Matters, war ein Möbelschreiner und späterer Börsenmakler. Matters verbrachte den Großteil ihrer Jugend in South Australia. 1894 hatte die Kolonie Aufmerksamkeit erregt, weil sie das erste selbstverwaltete Territorium war, das Frauen zu den gleichen Bedingungen wie Männern das Wahlrecht einräumte (Constitutional Amendment (Adult Suffrage) Act 1894).
Matters studierte Musik an der University of Adelaide und begann Ende der 1890er Jahre Recitals zu schauspielern oder aufzuführen, zunächst in Adelaide, später auch in Sydney und Melbourne mit der Robert Brough Company.
1901 kehrte Matters nach Adelaide zurück und unterrichtete Rhetorik, während sie gleichzeitig in zahlreichen Sälen und Salons in ganz Australien auftrat. 1904 verließ sie Adelaide erneut, um zu ihrer Familie zu ziehen, die in der Zwischenzeit nach Perth, Western Australia, umgezogen war. In Perth setzte sie ihre Schauspielerei fort und wurde von Freunden aus der Branche ermutigt, ihre Karriere in London voranzutreiben. Ihrem Rat folgend ging Matters Ende 1905 im Alter von 28 Jahren an Bord des Passagierschiffs Persic, um nach England zu reisen.
In London begann Matters gelegentlich Liederabende zu geben und trat schließlich in der Bechstein Hall auf. Wegen des Überangebots an Künstlern in London, arbeitete Matters gelegentlich als Journalistin, um Geld zu verdienen. Unter anderem interviewte sie den Dramatiker George Bernard Shaw und den Anarchisten Peter Kropotkin. Matters trat schließlich in Kropotkins Haus auf, und nach ihrem Konzert forderte er sie auf, ihre Fähigkeiten für etwas Nützlicheres einzusetzen. Später schrieb sie, ihre Begegnung mit Kropotkin hätte sich „als das Leben in einem Augenblick“ erwiesen: „Meine gesamte geistige Einstellung wurde verändert.“
Matters begann, sich in der Women’s Freedom League (WFL) zu engagieren. Die von Charlotte Despard geleitete WFL wollte demokratischer sein als die von den Pankhursts recht autokratisch geführte Women’s Social and Political Union (WSPU).
Von Anfang Mai bis Mitte Oktober 1908 war Matters der verantwortliche Organisator der ersten „Votes for Women“-Kampagne in den südöstlichen Grafschaften Englands. Die Rundreise begann in Oxshott und ging durch Surrey, Sussex, East Anglia und Kent. Neben der Information und Werbung für das Frauenwahlrecht gelang es Matters und den anderen Beteiligten, wie Charlotte Despard und Amy Bull mehrere Zweigstellen der WFL zu gründen. In Tunbridge Wells lernte Matters eine junge Quäkerin namens Violet Tillard kennen, mit der sie bis zu Tillards Tod 1922 eng befreundet blieb.
Am 27. Oktober 1908 nahm Matters in London an einer koordinierten Demonstration teil, die von der WFL organisiert wurde. Einem Zeitungsbericht zufolge fanden mehrere Aktionen zur gleichen Zeit statt. Eine Gruppe von Frauen befand sich in der Ladies’ Gallery des Unterhauses, um bei den Parlamentariern Aufmerksamkeit für das Anliegen der Frauen zu erreichen und das eiserne Gitter (grille) zu entfernen, das von der Ladies’ Gallery die Sicht auf die parlamentarischen Beratungen versperrte. Die Frauen begannen zu rufen: „Mr. Speaker, Mitglieder der liberalen Regierung, wir haben lange genug hinter dem Gitter zugehört. Die Frauen Englands fordern das Wahlrecht.“ Gleichzeitig wurde durch Tillard ein Plakat durch das Gitter der Ladies’ Gallery geschoben, auf dem stand: „Women's Freedom League demand votes for women“. Matters stand im Mittelpunkt des Protests; sie und Helen Fox ketteten sich an das Gitter.
Die Polizei nahm bald alle Beteiligten fest, konnte aber Matters und Fox nicht von dem Gitter trennen. Schließlich wurde das Gitter mit den Frauen entfernt, und nachdem sie in einen nahe gelegenen Sitzungssaal gebracht worden waren, wurde ein Schmied geholt, um die Frauen von der Eisenbeschläge zu lösen. Matters und die anderen Frauen, die an dem Vorfall beteiligt waren, wurden nicht angeklagt und wurden bald darauf in der Nähe des St Stephen’s Entrance wieder freigelassen, wo sie sich anderen Mitgliedern der WFL anschlossen, die immer noch protestierten. Dort wurde Matters verhaftet, weil sie mit versucht hatte, die Lobby des Parlaments zu stürmen. Am folgenden Tag wurden 14 Frauen (darunter Matters) und ein Mann vor dem Westminster Police Court angeklagt. Matters wurde der vorsätzlichen Behinderung der Londoner Polizei für schuldig befunden und zu einer einmonatigen Haftstrafe verurteilt, die im Holloway Prison zu verbüßen war.
Zur von König Edward VII. wiederbelebten Zeremonie zur Parlamentseröffnung am 16. Februar 1909 eröffnete, gehörte auch eine vom König angeführte Prozession zu den Houses of Parliament. Um auf die Sache des Frauenwahlrechts aufmerksam zu machen, beschloss Matters, ein kleines Luftschiff zu mieten, das Percival Green Spencer gehörte, und beabsichtigte, den König und die Houses of Parliament mit Flugblättern der WFL zum Frauenwahlrecht zu überhäufen. Das Luftschiff trug die Aufschrift „Votes for Women“ auf der einen und „Women’s Freedom League“ auf der anderen Seite erhob sich in eine Höhe von ca. 1000 Metern. Matters warf 25 kg Handzettel über Bord und weitere Mitglieder der WFL, Edith How-Martyn und Elsie Craig, verfolgten sie mit dem Auto. Aufgrund ungünstiger Windverhältnisse und des unzureichenden Motors des Luftschiffs erreichte es jedoch nie die Houses of Parliament. Stattdessen umrundete Matters vom Hendon Aerodrome aus die Außenbezirke Londons, überflog Wormwood Scrubs, Kensington, Tooting und landete schließlich in Coulsdon, wobei die Fahrt insgesamt anderthalb Stunden dauerte. Ihr Flug machte weltweit Schlagzeilen.
Von Januar bis April 1910 unterstützten Matters und Tillard die Kampagne der WFL in Liverpool und sie sprach mit Amy Sanderson und Emma Sproson bei einer Massenversammlung auf dem Trafalgar Square im April. Von Mai bis Juli 1910 reiste Matters zu einer Vortragsreise über ihre Erfahrungen in Großbritannien nach Australien. Während der viermonatigen Tournee sprach sie in Perth (Literary Hall), Adelaide (Town Hall), Melbourne (Princess Theatre) und Sydney (King’s Hall). In jeder Stadt hielt sie drei Vorträge, in denen sie sich für eine Gefängnisreform, gleichen Lohn für gleiche Arbeit und das Wahlrecht für Frauen in Großbritannien einsetzte. Auf der Tournee wurde sie von Tillard begleitet, die dem Publikum Illustrationen zur Kampagne zeigte und einen Nachschnitt ihres Gefängniskleides trug. Aus den Zeitungsberichten über ihren Besuch geht hervor, dass sie vor einem großen Publikum auftraten und dass die Auftritte von Gelächter und Applaus begleitet waren. Zum Abschluss der Vortragsreise half Matters Vida Goldstein dabei, eine Resolution des australischen Senats zu erwirken, in der die positiven Erfahrungen des Landes mit dem Frauenwahlrecht dargelegt wurden. Die Resolution wurde verabschiedet und an Premierminister H. H. Asquith in Großbritannien geschickt.
Im Jahr nach ihrer Rückkehr engagierte sich Matters für das von Sylvia Pankhurst geleitete Projekt „Mothers Arms“ in East London. Matters und andere Frauen arbeiteten mit armen Kindern und Müttern, die in den Slums von Lambeth lebten. Mit Hilfe anderer unterrichtete sie verarmte Kinder nach der Montessori-Methode, obwohl sie zu diesem Zeitpunkt noch keine formale Qualifikation besaß, und versorgte sie außerdem mit Nahrung und Kleidung.
Im Jahr 1913 sorgte Matters dafür, dass die von Männern dominierte National Federation of Mineworkers das Frauenwahlrecht unterstützte. Matters verbrachte viel Zeit damit, in Schottland für das Wahlrecht zu werben. So hielt sie im Januar in der Livingstone Hall in Edinburgh eine Rede. Im April sprach Matters auf einer Reihe von Wahlrechtsversammlungen in East Fife. In Newhaven wurde die Versammlung von Alice Low geleitet, die später im selben Jahr während einer Nachwahl in Armadale und Bathgate in West Lothian an der Seite von Matters sprach. In einem im April in The Scotsman veröffentlichten Brief prangerte Matters Zwangsernährung und den sogenannten Cat and Mouse Act an. Elsie Inglis leitete im November 1913 eine Versammlung in Edinburgh, bei der Matters als Rednerin auftrat. Im Dezember sprach Matters in Nairn zum Thema Women in Social and Political Evolution. In den ersten sechs Monaten des Jahres 1914 trat sie noch mehrfach in Schottland auf.
Im September 1913 verlobte sich Matters mit William Arnold Porter, einem geschiedenen Zahnarzt aus Boston, nachdem der sie in den Jahren vorher bereits mehrere Male gefragt hatte. Damals war es umstritten, einen Geschiedenen zu heiraten, und es ging das Gerücht um, er habe seine Frau für sie verlassen. Das Paar heiratete am 15. Oktober 1914, und Matters wurde später auch als Muriel Matters-Porter bekannt. Durch die Heirat erlangte sie später die amerikanische Staatsbürgerschaft. Das Paar hatte keine Kinder.
Im Juni 1915, ein Jahr nach dem Ausbruch des Ersten Weltkriegs, sprach sich Matters in einer Rede mit dem Titel The False Mysticism of War gegen den Krieg aus. Sie argumentierte im Wesentlichen, dass Krieg kein erfolgreicher Problemlösungsmechanismus sei und dass die Rechtfertigungen für den Krieg auf falschen Vorwänden beruhten. Sie brachte zudem ihren Unmut darüber zum Ausdruck, dass das Christentum zur Rechtfertigung von Kriegen herangezogen würde.
1916 verbrachte Matters ein Jahr in Barcelona, wo sie einen internationalen Kurs der italienischen Pädagogin Maria Montessori besuchte, der sich auf neue Erziehungsstrategien für Kinder konzentrierte. Nach ihrer Rückkehr nach England nahm sie die Arbeit mit den armen Kindern in East London wieder auf und wurde gelegentlich eingeladen, vor Lehramtsstudierenden in England und Schottland Vorträge über die Vorzüge der Montessoripädagogik zu halten.
Im Jahr 1922 unternahm Matters eine zweite Vortragsreise durch Australien, doch diesmal ging es ihr vor allem darum, die Ideen Montessoris bei den Pädagogen ihres Heimatlandes zu vertreten. Sie hielt Vorträge in Perth, Sydney, Adelaide und Melbourne und wurde von der australischen Presse aufmerksam verfolgt.
Nach ihrer Rückkehr ins Vereinigte Königreich wurde Matters als Kandidatin der Labour Party für den Wahlkreis Hastings bei den Parlamentswahlen 1924 aufgestellt. Ihr Gegenkandidat war der amtierende Abgeordnete der Konservativen, Eustace Percy. Sie trat mit einem weitgehend sozialistischen Programm an, das eine gerechtere Verteilung des Reichtums, Arbeit für Arbeitslose und die Förderung der Gleichstellung der Geschlechter vorsah. Während der Wahl unterstützte ihr jüngerer Bruder, Leonard Matters, mit seiner Erfahrung als Schriftsteller und Journalist sie im Wahlkampf, insbesondere bei Verhandlungen mit der Gegenpartei (Leonard Matters wurde 1929 selbst als Abgeordneter für Kennington gewählt). Trotz der Bemühungen der Matters wurde Percy mit einer vergrößerten Mehrheit von über 9000 Stimmen wiedergewählt, was den landesweiten Zugewinnen der Konservativen folgte.
In den Jahren nach der Wahl ließ sich Matters mit ihrem Mann in Hastings nieder. In ihren späteren Jahren schrieb Matters häufig Leserbriefe an Zeitungen und engagierte sich stark in der Gemeinde Hastings. Sie war bis zuletzt rebellisch und wurde Berichten zufolge beim „Nacktbaden“ am Pelham Beach gesehen.
1949 verwitwet, starb Matters 21 Jahre später im Alter von 92 Jahren im Pflegeheim von St Leonards-on-Sea, Hastings, an einer Lungenentzündung.
In Australien wurde 2009 die Muriel Matters Society gegründet. Das Theaterstück Why Muriel Matters der Society wurde im Juni 2010 in der Town Hall von Adelaide aufgeführt, 100 Jahre nach Matters Auftritt am selben Ort. Im Jahr 2013 wurde ein Doku-Drama mit dem Titel Muriel Matters! auf dem Adelaide Film Festival und im Fernsehen gezeigt. Im Jahr 2018 wurde in Adelaide ein Wandgemälde von Matters erstellt und in einem Artikel wurden die Kämpfe, die sie führte, mit der MeToo-Bewegung verglichen. Im Jahr 2021 stifteten der Sprecher des südaustralischen Parlaments und der südaustralische Bildungsminister den Muriel Matters Award für südaustralische Sekundarschüler, die Eigeninitiative und Engagement zeigen, um in der Gemeinschaft etwas zu bewirken.
Im Jahr 2022 wurden die Büros des Hastings Borough Council in Muriel Matters House umbenannt. An ihrem ehemaligen Wohnhaus in Hastings wurde eine Blue Plaque angebracht.